# Масгрейв (горы)
Масгрейв (англ. Musgrave Ranges) — горы в Австралии, расположенные на территории штата Южная Австралия и Северной территории, а также на небольшой территории Западной Австралии.

## География
Масгрейв представляет собой горную цепь, состоящую из нескольких горных хребтов, расположенных в центральной части Австралии и служащих естественной границей между австралийским штатом Южная Австралия и Северной территорией. Горы расположены между Большой пустыней Виктория и пустыней Гибсона, примерно в 1200 км к северо-западу от Аделаиды и в 400 км к юго-западу от Алис-Спрингс. Протяжённость цепи составляет около 210 км.. Горы Масгрейв сформировались около 1,6 млрд лет назад и сложены преимущественно из архейского гнейса и гранитов.
Большинство пиков превышают высоту в 1100 м. Высшая точка, гора Вудрофф, достигает 1435 м.
Климат региона крайне засушлив. Среднегодовое количество осадков не превышает 150 мм. Горы покрыты преимущественно эвкалиптовыми зарослями и дернинами злака спинифекс.

## История
Горы Масгрейв традиционно населены представителями австралийских аборигенов из племени питянтятяра (англ. Pitjantjatjara). Европейским первооткрывателем гор стал английский путешественник Уильям Госс (англ. William C. Gosse), который открыл их в 1873 году и назвал в честь Энтони Масгрейва, лейтенант-губернатора Южной Австралии. В 1980 году право свободного владения землёй в районе Масгрейва было передано австралийским аборигенам, носителям языковой ветви питянтятяра ( англ. Pitjantjatjara)